# مکمل قهوه

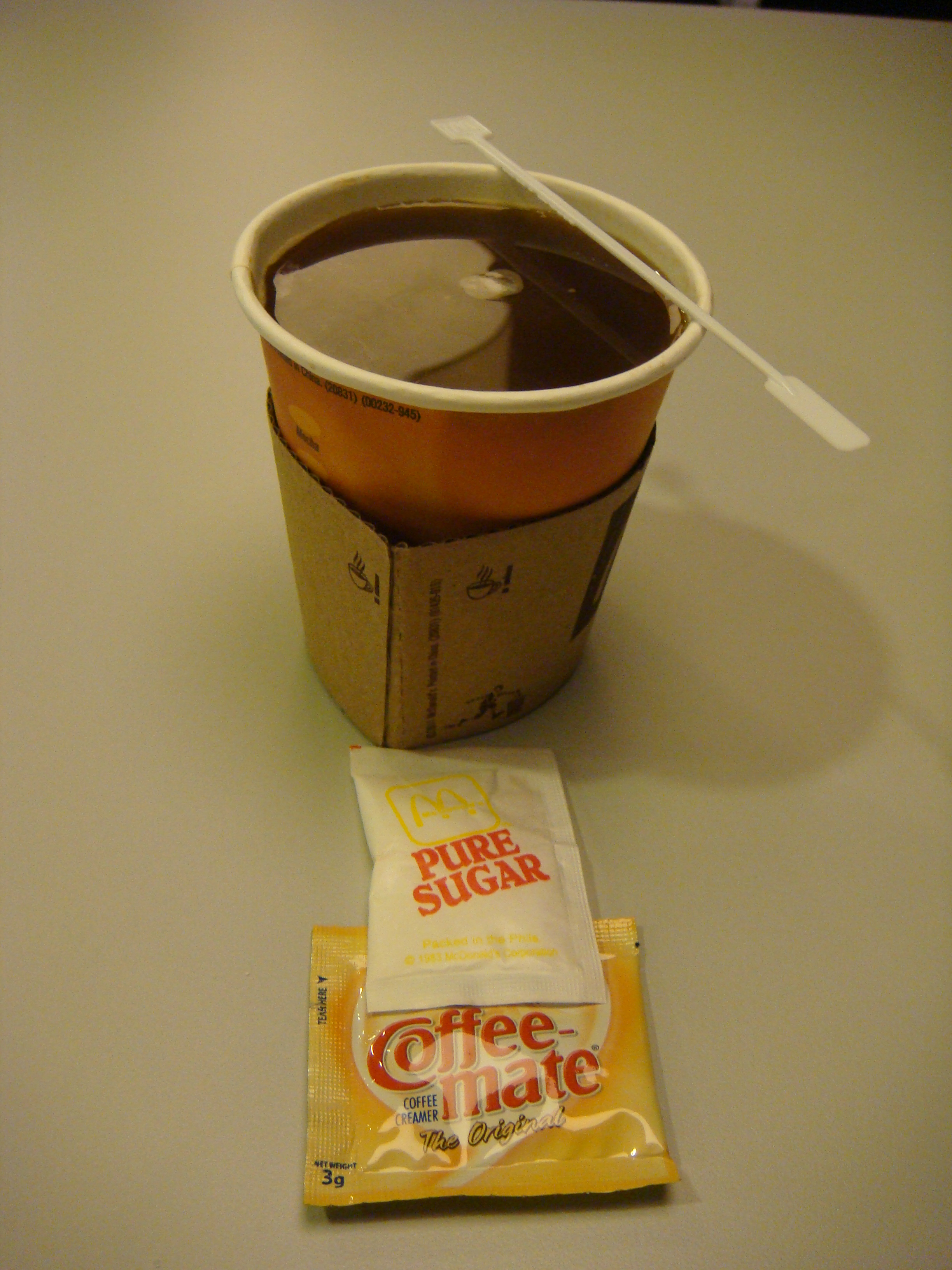
یک فنجان قهوه با یک کیسه شکر و یک کیسه پلاستیکی مکمل قهوه یا قهوه سفیدکن Coffee-Mate

مکمل قهوه یا قهوه سفیدکن (به انگلیسی: Non-dairy creamer) مادهای پودر مانند یا مایع است؛ که برای افزودن به قهوه یا چای یا نوشیدنی‌هایی از این دست و به جای شیر استفاده می‌شود. معمولاً دارای قند شیر (لاکتوز) نیست و بنابراین در گونهٔ فراورده‌های شیری به‌شمار نمی‌آید. از این روی در بسیاری از کشورها از آن با نام سفیدکنندهٔ غیرشیری نام می‌برند. البته بسیاری از آنها حاوی کازئین، پروتئین مشتق شده از شیر هستند. مکمل قهوه پودری و خشک نیازی به یخچال ندارد و می‌توان آن را در مکان‌هایی غیر از یخچال نیز نگهداری کرد. اما مکمل‌های قهوه مایع باید محکم بسته شده و پس از بازشدن در یخچال قرار گیرند. برخی از مکمل‌های قهوه حاوی مواد شیرین کننده و طعم دهنده مانند وانیل، فندق یا خامه ایرلندی هستند. همانند سایر محصولات غذایی فرآوری شده، نسخه‌های کم کالری و کم‌چربی برای مکمل‌های قهوه نیز موجود است.

## تاریخچه
اولین مکمل قهوه در سال ۱۹۵۲ با نام پریم به بازار عرضه شد و عیب آن این بود که به علت پروتئین موجود در داخل شیر به سادگی حل نمی‌شد. شش سال بعد این مشکل با جایگزین کردنِ چربیهای شیری با روغن گیاهی رفع شد. در سال ۱۹۶۱ به بازار عمومی آمریکا عرضه شد و اکنون بیش از ۲۰ گونهٔ آن فروخته می‌شود.